# Die Gefährten der Dämmerung
Die Gefährten der Dämmerung (franz. Les Compagnons du crépuscule) ist eine dreiteilige Comicreihe von François Bourgeon. Der erste Band des Zyklus wurde im Jahr 1984 veröffentlicht.

## Inhalt
Während des Hundertjährigen Krieges werden drei Menschen durch die Unbilden der Zeit wider Willen zu Gefährten auf ihrem Weg durch ein von Krieg und Seuchen geschütteltes Land. Mariotte, das Mädchen mit dem zweiten Gesicht, und der junge Mann Anicet, der sein Mäntelchen immer in den Wind hängt, folgen, weil sie sonst alleine verloren wären, dem unheimlichen „Ritter ohne Gesicht“. Langsam, nach vielen überstandenen Abenteuern und Bekanntschaften mit anderen Weggefährten, lernt man sich besser kennen. Eine geheimnisvolle und unheimliche Geschichte mit vielen kleinen Exkursionen ins Spiritistisch-Mythologische entspinnt sich. Als die kleine Truppe schließlich in der Stadt Montroy landet, nimmt das Schicksal seinen unerbittlichen Lauf.

## Veröffentlichungen
Die drei Alben erschienen im Februar 1984 (Le sortilege du bois des brumes), September 1986 (Les yeux d’etain de la ville glauque) und Mai 1990 (Le dernier chant des Malaterres) beim belgischen Verlag Casterman. Ergänzend dazu kam im Januar 1992 ein Begleitband mit dem Titel Dans le Sillage des Sirènes heraus. Auf Deutsch erschienen die drei Alben mit den Titeln Im Zauber des Nebelwaldes, Die drei Augen der blaugrünen Stadt und Das Fest der Narren zwischen Februar 1986 und Juni 1990 beim Carlsen Verlag. Eine Neuauflage im Hardcover beim Carlsen Verlag im Jahr 1996 und eine Veröffentlichung beim Splitter Verlag im Jahr 2010 folgten. Darüber hinaus wurde der Comic unter anderem auch auf Englisch und Spanisch veröffentlicht.

## Bedeutung und Außenwahrnehmung
Nach Reisende im Wind bedeutete Bourgeons Arbeit an Die Gefährten der Dämmerung wieder eine Rückkehr zum Mittelalter-Genre, mit dem er sich bereits in der Comicserie Brunelle et Colin (deutscher Titel: Britta und Colin) auseinandergesetzt hat. Laut Marcel Feige erweise sich Die Gefährten der Dämmerung als „nicht selten als Kunstmärchen in grafischer Form“. Nach Ansicht von Andreas C. Knigge entwarf Bourgeon in dem Comic „ein ähnlich dichtes Panorama des Mittelalters […] wie etwa Umberto Eco in Der Name der Rose“.